# Koretinec
Koretinec es una localidad de Croacia en el municipio de Maruševec, condado de Varaždin.

## Geografía
Se encuentra a una altitud de 182 m s. n. m. a 83,4 km de la capital nacional, Zagreb.

## Demografía
En el censo 2011, el total de población de la localidad fue de 371 habitantes.
| Gráfica de población de Koretinec 1857-2011                         |
|                                                                     |
| Según los censos de población de la oficina estadística de Croacia. |